# Pelagonema longicaudum
Pelagonema longicaudum är en rundmaskart som beskrevs av Allgen 1953. Pelagonema longicaudum ingår i släktet Pelagonema och familjen Oncholaimidae. Inga underarter finns listade i Catalogue of Life.